# Ksenia Svetlova

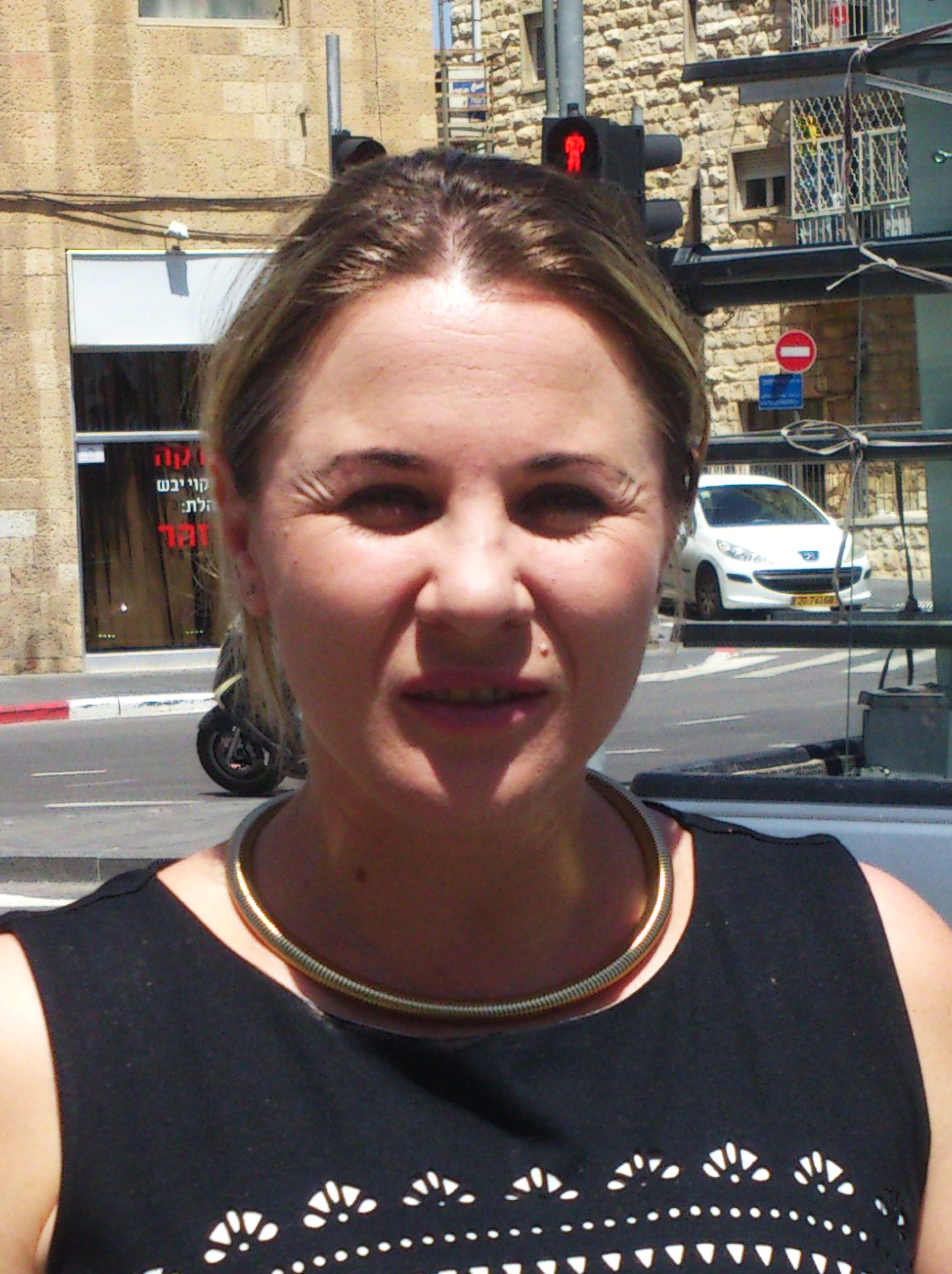
Kseniya Svetlova (2015)

Ksenia Svetlova (hebräisch קסניה סבטלובה, * 28. Juli 1977 in Moskau) ist eine russisch-israelische Journalistin und Politikerin der Awoda.

## Leben
1991 wanderte Svetlova nach Israel aus. Sie studierte an der Hebräischen Universität Jerusalem Islamische Geschichte und Nahoststudien. Von 2015 bis 2019 war Svetlova Abgeordnete in der Knesset und legte deshalb ihre russische Staatsbürgerschaft ab. Sie wohnt in Modi’in und hat zwei Kinder.